# Bematistes macaria
Bematistes macaria is een vlinder uit de familie van de Nymphalidae. De wetenschappelijke naam van de soort is, als Papilio macaria, voor het eerst voorgesteld door Johann Christian Fabricius in een publicatie uit 1793.

## Verspreiding
De soort komt voor in de vochtige bossen van Senegal, Guinee, Sierra Leone, Liberia, Ivoorkust, Ghana, Benin, Kameroen, Equatoriaal Guinee (Bioko), Gabon, Congo-Kinshasa, Kenia , Tanzania, Angola en Zambia).

## Waardplanten
De rups leeft op soorten van het geslacht Adenia (Passifloraceae).

## Ondersoorten
- Bematistes macaria macaria (Fabricius, 1793) (Senegal, Guinee, Sierra Leone, Liberia, Ivoorkust, Ghana, Benin)
- Bematistes macaria macarioides (Aurivillius, 1893) (Kameroen, Equatoriaal Guinee (Bioko), Gabon, West-Congo-Kinshasa, Noordwest-Tanzania, Angola, Zambia)
  - = Planema macarioides Aurivillius, 1893
  - = Acraea umbra macarioides (Aurivillius, 1893)
  - = Acraea macaria macarioides (Aurivillius, 1893)
  - = Planema umbra rabuma Suffert, 1904
- Bematistes macaria hemileuca (Jordan 1914) (Oost-Congo-Kinshasa, Oeganda, West-Kenia)
  - = Planema macaria hemileuca Jordan, 1914
  - = Acraea umbra hemileuca (Jordan, 1914)
  - = Acraea macaria hemileuca (Jordan, 1914)